# Low in High School
Low in High School é o décimo primeiro álbum de estúdio solo do cantor inglês Morrissey, lançado em 17 de novembro de 2017 pela BMG. Foi produzido por Joe Chiccarelli e gravado no estúdio La Fabrique, na França e na Forum Studios de Ennio Morricone, na Itália.

## Lançamento
Antes do lançamento do álbum, foi relatado que várias varejistas, incluindo a britânica HMV, haviam se recusado a vender o álbum devido à sua arte de capa,  o que foi posteriormente negado pela HMV.
O primeiro single, "Spent the Day in Bed", foi lançado no dia 19 de setembro de 2017. Junto com o lançamento do single, Morrissey anunciou uma turnê pelos EUA. "I Wish You Lonely" foi lançado como um download bônus de pré-compra em 24 de outubro. "Jacky's Only Happy When She's Up on the Stage" foi lançado em 7 de novembro. Mais dois singles foram lançados em 2018.

## Recepção
| Críticas profissionais | Críticas profissionais |
| Pontuações agregadas   | Pontuações agregadas   |
| Fonte                  | Avaliação              |
| ---------------------- | ---------------------- |
| Metacritic             | 59/100                 |
| Avaliações da crítica  |                        |
| Fonte                  | Avaliação              |
| AllMusic               | [ 11 ]                 |
| The A.V. Club          | B                      |
| The Daily Telegraph    | [ 13 ]                 |
| The Guardian           | [ 14 ]                 |
| The Irish Times        | [ 15 ]                 |
| Mojo                   | [ 16 ]                 |
| NME                    | [ 17 ]                 |
| Pitchfork              | 5.7/10                 |
| Rolling Stone          | [ 19 ]                 |
| The Times              | [ 20 ]                 |

No site Metacritic, que atribui uma classificação média de até 100 pontos com base nas análises de publicações do mainstream, Low in High School recebeu uma pontuação de 59 com base em 25 resenhas, indicando "análises mistas ou moderadas".
Stephen Thomas Erlewine, do site AllMusic concedeu uma classificação de três de cinco estrelas ao álbum, afirmando que é "um dos registros mais musicalmente ousado de Morrissey", mas que "pode parecer conflituoso tanto sonoramente quanto politicamente". Josh Modell, escrevendo para o site The A.V. Club, deu ao álbum uma classificação B afirmando que esse "poderia ser o melhor lançamento de Morrissey desde You Are the Quarry". Alexis Petridis, no jornal The Guardian também atribuiu três de cinco estrelas ao álbum, descrevendo-o como "o padrão dos álbuns solos de Morrissey...não é ruim, mas não foi composto para alcançar muito além do seu público padrão." Jordan Bassett, escrevendo para a revista NME, deu ao álbum duas de cinco estrelas, dizendo que "as cinco primeiras faixas do álbum, que contém 12 músicas, são aceitáveis, até mesmo agradáveis. Além deste ponto, no entanto, apenas os mais fiéis fãs de Morrissey devem se atrever a se aventurar".

## Lista de faixas
| N.º            | Título                                          | Compositor(es)           | Duração |  |
| 1.             | "My Love, I'd Do Anything for You"              | Morrissey Mando Lopez    | 4:43    |  |
| 2.             | "I Wish You Lonely"                             | Morrissey Boz Boorer     | 2:59    |  |
| 3.             | "Jacky's Only Happy When She's Up on the Stage" | Morrissey Boorer         | 4:19    |  |
| 4.             | "Home Is a Question Mark"                       | Morrissey Lopez          | 4:00    |  |
| 5.             | "Spent the Day in Bed"                          | Morrissey Gustavo Manzur | 3:31    |  |
| 6.             | "I Bury the Living"                             | Morrissey Jesse Tobias   | 7:25    |  |
| 7.             | "In Your Lap"                                   | Morrissey Manzur         | 4:36    |  |
| 8.             | "The Girl from Tel-Aviv Who Wouldn't Kneel"     | Morrissey Manzur         | 4:57    |  |
| 9.             | "All the Young People Must Fall in Love"        | Morrissey Boorer         | 3:37    |  |
| 10.            | "When You Open Your Legs"                       | Morrissey Tobias         | 3:17    |  |
| 11.            | "Who Will Protect Us from the Police?"          | Morrissey Boorer         | 4:05    |  |
| 12.            | "Israel"                                        | Morrissey Manzur         | 5:56    |  |
| Duração total: | Duração total:                                  | Duração total:           | 53:25   |  |

| Deluxe Edition |                                                 |                                      |         |  |
| N.º            | Título                                          | Compositor(es)                       | Duração |  |
| 13.            | "Lover-To-Be"                                   | Morrissey Boorer                     | 4:09    |  |
| 14.            | "Back On The Chain Gang"                        | Chrissie Hynde                       | 3:51    |  |
| 15.            | "Never Again Will I Be A Twin"                  | Morrissey Lopez                      | 4:15    |  |
| 16.            | "This Song Doesn't End When It's Over"          | Morrissey Boorer                     | 3:57    |  |
| 17.            | "You'll Be Gone" (ao vivo)                      | Elvis Presley Red West Charlie Hodge | 2:33    |  |
| 18.            | "Rose Garden" (ao vivo)                         | Joe South                            | 3:06    |  |
| 19.            | "Are You Sure Hank Done It This Way?" (ao vivo) | Waylon Jennings                      | 3:25    |  |
| 20.            | "I Didn't Know What To Do" (ao vivo)            | Gilbert O'Sullivan                   | 1:54    |  |
| 21.            | "Judy Is A Punk" (ao vivo)                      | Joey Ramone                          | 1:37    |  |

## Créditos
- Morrissey – vocais

Créditos adicionais
- Jesse Tobias – cordas
- Gustavo Manzur – teclados
- Boz Boorer – cordas
- Mateus Ira Walker – bateria
- Mando Lopez – baixo

## Desempenho nas tabelas musicais
| Tabela (2017)                         | Melhor posição |
| ------------------------------------- | -------------- |
| Alemanha (Offizielle Deutsche Charts) | 15             |
| Austrália (ARIA)                      | 81             |
| Áustria (Ö3 Austria Top 40)           | 18             |
| Bélgica (Ultratop Flandres)           | 19             |
| Bélgica (Ultratop Valônia)            | 67             |
| Estados Unidos (Billboard 200)        | 20             |
| Escócia (Official Scottish Albums)    | 2              |
| Espanha (PROMUSICAE)                  | 36             |
| Finlândia (Suomen virallinen lista)   | 20             |
| França (SNEP)                         | 71             |
| Irlanda (IRMA)                        | 8              |
| Itália (FIMI)                         | 36             |
| Nova Zelândia (RMNZ)                  | 3              |
| Países Baixos (Dutch Charts)          | 40             |
| Reino Unido (Official Albums Chart)   | 5              |
| Suécia (Sverigetopplistan)            | 29             |